# Vysoká (Hustopeče nad Bečvou)
Vysoká (deutsch Wisoka, 1939–1945 Wissoken) ist ein Ortsteil von Hustopeče nad Bečvou in Tschechien. Er liegt elf Kilometer östlich von Hranice und gehört zum Okres Přerov.

## Geographie
Vysoká befindet sich auf einem Ausläufer der Podbeskydská pahorkatina (Vorbeskidenhügelland) in der Mährischen Pforte. Das Dorf liegt auf der europäischen Hauptwasserscheide; nach Norden wird der Höhenrücken zur Luha ins Flussgebiet der Oder, nach Süden zur Bečva ins Flussgebiet der Donau entwässert. Nördlich erhebt sich der Na kopci (351 m), im Osten der Pahrobek (339 m), südwestlich der Bušlín (333 m) und Na Strážnici (353 m) sowie im Nordwesten der Vysoká Stráž (372 m). Im Norden verläuft die Staatsstraße I/48/E 462, Östlich entsteht ein Anschluss zur Staatsstraße I/35/E 442.
Nachbarorte sind Blahutovice, Dub und Polouvsí im Norden, Starojická Lhota und Jičina im Nordosten, Janovice und Palačov im Osten, Perná im Südosten, Poruba, Na Valše und Hustopeče nad Bečvou im Süden, Milotice nad Bečvou im Südwesten, Hranické Loučky im Westen sowie Heřmanice und Polom im Nordwesten.

## Geschichte
Die erste schriftliche Erwähnung des zur Herrschaft Hustopeč gehörigen Dorfes Wyssoka erfolgte im Jahre 1492. Ab 1675 wurde der Ort als Wysoka und 1771 als Wysoky bzw. Wisoky bezeichnet. Die Matriken wurden seit 1610 in Starý Jičín und ab 1683 in Hustopeč geführt. Bis zur Mitte des 19. Jahrhunderts war Wysoka stets nach Hustopeč untertänig, die Herrschaft unterhielt in dem Dorf einen herrschaftlichen Hof.
Nach der Aufhebung der Patrimonialherrschaften bildete Vysoká /  Wysoka ab 1850 eine Gemeinde in der Bezirkshauptmannschaft Mährisch Weißkirchen. Das tschechischsprachige Dorf lag an der deutsch-tschechischen Sprachgrenze. Im Jahre 1900 bestand Vysoká aus 43 Häusern, in den 206 Personen lebten. Zu dieser Zeit wurden Kinder aus Vysoká sowohl in Hermitz (Heřmanice) als auch in Hustopeč unterrichtet. Später wurde Hustopeče, das auch Pfarrort für Vysoká war, zum alleinigen Schulort. 1923 wurde im Zuge der Bodenreform das den Freiherren von Baillou gehörige Gut Vysoká aufgelöst. Das Gutsgehöft wurde verkauft und ein Anteil von 35 ha Feldern und 6,5 ha Wald als Ackerland parzelliert. Infolge des Münchner Abkommens war Vysoká zwischen 1938 und 1945 Grenzort zum Deutschen Reich. Die Freiwillige Feuerwehr bildete sich 1942. Nach der Aufhebung des Okres Hranice wurde Vysoká 1960 dem Okres Přerov zugeordnet. Im Jahre 1976 wurde das Dorf dem Örtlichen Nationalausschuss von Hustopeče nad Bečvou unterstellt und 1983 gänzlich eingemeindet. Im Jahre 1991 hatte Vysoká 247 Einwohner, beim Zensus von 2001 lebten in den 56 Wohnhäusern des Ortes 233 Personen.

## Sehenswürdigkeiten
- Kapelle der hl. Anna auf dem Dorfplatz